# Jaubari (Gorkha)
Pour les articles homonymes, voir Jaubari.
Jaubari (en népalais : जौबारी) est un comité de développement villageois du Népal situé dans le district de Gorkha. Au recensement de 2011, il comptait 2 987 habitants.